# 盧普奇群島
67°09′01″N 32°21′10″E / 67.15028°N 32.35278°E
盧普奇群島是俄羅斯的群島，由4個島嶼組成，位於白海坎達拉克沙灣北部，距離坎達拉克沙，行政方面由摩爾曼斯克州負責管轄，島上無人居住。